# Мініцький Анатолій В'ячеславович
Мініцький Анатолій Вячеславович (22 серпня 1978 року, м. Київ) — український науковець у галузі порошкової металургії та матеріалознавства. Доктор технічних наук, професор кафедри високотемпературних матеріалів та порошкової металургії Національного технічного університету України "Київський політехнічний інститут імені Ігоря Сікорського".

## Життєпис
Закінчив Національний технічний університет України "Київський політехнічний інститут" (2001) за спеціальністю "Композиційні та порошкові матеріали, покриття".
Навчався в аспірантурі (2001-2004) в Інституті проблем матеріалознавства ім. І.М. Францевича НАН України, у докторантурі (2014-2017) в Національному технічному університеті України "Київський політехнічний інститут імені Ігоря Сікорського". У 2007 захистив кандидатську дисертацію на тему "Розробка та властивості порошкових магнітно-м’яких матеріалів на основі композиційних залізних порошків для деталей електротехнічного призначення", у 2021 захистив докторську дисертацію на тему "Створення фізико-технологічних основ виготовлення високощільних порошкових матеріалів".
У 2012 отримав вчене звання старший науковий співробітник, у 2014 отримав вчене звання доцент, у 2022 отримав вчене звання професор.
Працював молодшим науковим співробітником та науковим співробітником (2004-2008) відділу зносостійких та корозійностійких порошкових конструкційних матеріалів Інституту проблем матеріалознавства ім. І.М. Францевича НАН України, старшим викладачем кафедри металознавства та термічної обробки інженерно-фізичного факультету Національного технічного університету України "Київський політехнічний інститут" (2008-2009), доцентом кафедри високотемпературних матеріалів та порошкової металургії інженерно-фізичного факультету Національного технічного університету України "Київський політехнічний інститут імені Ігоря Сікорського" (2009-2023). З 2023 року працює професором кафедри високотемпературних матеріалів та порошкової металургії Навчально-наукового інституту матеріалознавства та зварювання імені Є.О. Патона КПІ ім. Ігоря Сікорського.

## Наукова і педагогічна діяльність
Основні напрями наукових досліджень пов’язані із процесами термодеформаційної обробки порошкових металевих та металокерамічних матеріалів конструкційного та спеціального призначення, розробкою магнітних матеріалів на основі високодисперсних систем.

#### Інформація про методичні видання
1. Маслюк В.А. Фізико-хімічні основи поверхневих явищ в твердих дисперсних системах [Текст] : навчальний посібник / В. А. Маслюк, П. І. Лобода, А. В. Мініцький – Київ : НТУУ «КПІ», 2012. – 212
2. Шевченко А. Б. Нанорозмірні ефекти у феромагнітних та сегнетоелектричних матеріалах [Текст] : навчальний посібник / Шевченко А.Б., Влайков Г. Г., Барабаш М. Ю., Мініцький А. В. – Київ : ІМФ НАНУ, 2014. – 216
3. Стандартизація, метрологія та контроль якості продукції [Електронний ресурс] : навчальний посібник для студентів спеціальності 132 “Матеріалознавство” / КПІ ім. Ігоря Сікорського ; уклад.: І.Ю. Троснікова, А.В. Мініцький, Є.Г. Биба, П.І. Лобода. – Електронні текстові дані (1 файл: 3,68 Мбайт). – Київ : КПІ ім. Ігоря Сікорського, 2021. – 89 с.[2]
4. Магістерська дисертація за освітньо-професійною програмою. Частина 2. Рекомендації до проєктування [Електронний ресурс] : навчальний посібник для студентів спеціальності 132 «Матеріалознавство» освітньої програми «Нанотехнології та комп’ютерний дизайн матеріалів» / КПІ ім. Ігоря Сікорського; укладачі: А.М. Степанчук, А.В. Мініцький, С.В. Нараєвський. – Електронні текстові дані (1файл: 1,82 Мбайт). – Київ : КПІ ім. Ігоря Сікорського, 2021. – 86 с.[3]
5. Проєктування виробництв порошкових, композиційних та наноструктурованих матеріалів та виробів. Курсовий проєкт (міждисциплінарний) [Електронний ресурс] : навчальний посібник для студентів спеціальності 132 «Матеріалознавство» освітньої програми «Нанотехнології та комп’ютерний дизайн матеріалів» / КПІ ім. Ігоря Сікорського; укладачі: А. М. Степанчук, А. В. Мініцький, І.І.Білик. – Електронні текстові дані (1файл: 0,33 Мбайт). – Київ : КПІ ім. Ігоря Сікорського, 2022. – 62 с.[4]

#### Інформація про наукові праці
1. Minitsky A.V., Loboda P.I., Yevich Ya.I., Zakiev I.M. Hot Free Forging Of Iron-Based Powder Pellets // Powder Metallurgy and Metal Ceramics, Vol. 59, Nos. 5-6, September, 2020, Pages 290–295 https://doi.org/10.1007/s11106-020-00161-6
2. Yurkova O.I., Hushchyk D.V., Minitsky A.V. Synthesis of High-Entropy AlNiCoFeCrTi Coating by Cold Spraying // Powder Metallurgy and Metal Ceramics, Volume 59, Nos.11-12, April 2021, Pages 681–694 https://doi.org/10.1007/s11106-021-00203-7
3. Minitskyi A.V., Stepanov O.V., Radchuk S.V., Byba Ye.G., Loboda P.I. 3D Printing of Iron-Based Lattice Structures Produced by Selective Laser Melting // Powder Metallurgy and Metal Ceramics, Volume 61, April 2022, Pages 189–196 https://doi.org/10.1007/s11106-022-00306-9
4. Yurkova O.A., Minitskyi A.V., Nakonechnyi S.O., Shaposhnikova Y.S., Bilyk I.I. Investigation of the influence of high speed sintering regimes on the structure and properties of WC based carbide composites with high entropy bonding / // Journal of Superhard Materials. – 2024. – 46. – P. 32-39 https://doi.org/10.3103/S1063457624010106
5. Trosnikova I., Minitskyi A., Loboda P., Barabash М. Structural features of nickel clad carbon fibers and determination of their thermophysical properties using pulsed radiation // Results in Materials. – 2024. – 23. – 100620 https://doi.org/10.1016/j.rinma.2024.100620

## Членство в редакційних колегіях
Член редакційної колегії журналу «Металофізика та новітні технології»

## Громадська діяльність
Член науково-методичної комісії (підкомісії G8 Матеріалознавство) сектору вищої освіти Науково-методичної ради МОН України (наказ №535 від 02.04.2025).
Член Українського матеріалознавчого товариства ім. І.М. Францевича.

## Відзнаки
Лауреат премії Президента України для молодих вчених 2013 року (наказ 659/2013 від 02.12.2013).